# Georgina (Kanada)
Georgina to miejscowość (ang. town) w Kanadzie, w prowincji Ontario, w regionie York.
Powierzchnia Georgina to 287,72 km².
Według danych spisu powszechnego z roku 2001 Georgina liczy 39 263 mieszkańców (136,46 os./km²).